# خانواده جنایی گامبینو
خانواده جنایی گامبینو  یک خانواده تبهکار مافیایی ایتالیایی-آمریکایی و یکی از پنج خانواده جنایی نیویورک است که بر فعالیت‌های جرایم سازمان‌یافته شهر نیویورک ، در چارچوب کمیسیون جنایی موسوم به مافیای آمریکایی ، تسلط دارند. این خانواده که پنج نفر ریاست آن را بین سال‌های ۱۹۱۰ تا ۱۹۵۷ بر عهده داشتند، به نام کارلو گامبینو ، رئیس خانواده در زمان جلسات مک‌کللان در سال ۱۹۶۳، زمانی که ساختار جرایم سازمان‌یافته برای اولین بار توجه عمومی را به خود جلب کرد، نامگذاری شده است. دامنه فعالیت این گروه از نیویورک و سواحل شرقی تا کالیفرنیا گسترش یافته است. فعالیت‌های غیرقانونی آن شامل اخاذی در کار و ساخت و ساز، قمار ، رباخواری ، اخاذی ، پولشویی ، فحشا ،  کلاهبرداری ، هواپیماربایی و چاقوکشی می‌شود.
این خانواده یکی از پنج خانواده‌ای بود که پس از جنگ کاستلاماره در سال ۱۹۳۱ در نیویورک تأسیس شد. برای بیشتر ربع قرن، این سازمان نقش کوچکی در جرایم سازمان‌یافته داشت. برجسته‌ترین عضو آن در این دوران، رئیس فرعی آن، آلبرت آناستازیا ، بود که به عنوان رئیس عملیاتی بازوی اجرایی دنیای زیرزمینی، یعنی شرکت قتل به شهرت رسید. او حتی پس از فروپاشی شرکت قتل در اواخر دهه ۱۹۴۰ نیز در قدرت باقی ماند و در سال ۱۹۵۱ - طبق همه روایات، پس از قتل بنیانگذار خانواده، وینسنت مانگانو - که در آن زمان به عنوان خانواده جنایی آناستازیا شناخته می‌شد، خانواده خود را به دست گرفت.
ظهور خاندانی که برای مدت زیادی قدرتمندترین خانواده‌ی جنایی در آمریکا بودند، در سال ۱۹۵۷ آغاز شد، زمانی که آلبرت آناستازیا روی صندلی آرایشگاه در هتل پارک شرایتون در منهتن، نیویورک نشسته بود، توسط افرادی ترور شد. برخی مورخان معتقدند که کارلو گامبینو، دستیار آلبرت آناستازیا، به سازماندهی این قتل برای تصاحب خانواده کمک کرده است. گامبینو با مایر لانسکی برای کنترل منافع قمار در کوبا و چند مکان دیگر نیز همکاری کرد. ثروت خانواده تا سال ۱۹۷۶ افزایش یافت، زمانی که گامبینو پس از مرگش، برادر همسرش ، پل کاستلانو، را به عنوان رئیس منصوب کرد. کاستلانو با کارهاش جان گوتی ، کاپو تازه‌کار را که قتل کاستلانو را در سال ۱۹۸۵ ترتیب داده بود، خشمگین کرده بود. سقوط گوتی نیز در سال ۱۹۹۲ اتفاق افتاد، زمانی که زیردستش ، سالواتوره «سمی گاو نر» گراوانو، با اف‌بی‌آی همکاری کرد. همکاری گراوانو با دولت آمریکا، جان گوتی و بیشتر اعضای ارشد خانواده گامبینو را به زندان فرستاد. پس از رژیم گوتی، کنترل خانواده گامبینو به جناح سیسیلی این سازمان واگذار شد.  از سال ۲۰۱۵، سرپرستی این خانواده بر عهده فرانک کالی بود تا اینکه در ۱۳ مارس ۲۰۱۹ در بیرون خانه‌اش در استاتن آیلند ترور شد.

## تاریخچه
ریشه‌ها
باند داکویلا
ریشه‌های خانواده جنایی گامبینو را می‌توان در گروهی از مافیوزهای تازه وارد از پالرمو، سیسیل جستجو کرد که در ابتدا توسط ایگنازیو لوپو رهبری می‌شدند. زمانی که او و شریک تجاری و همسرش، جوزپه مورلو، در سال ۱۹۱۰ به جرم جعل به زندان افتادند، سالواتوره "توتو" داکویلا، یکی از کاپیتان‌های ارشد لوپو، کنترل را به دست گرفت. داکویلا یک مهاجر تأثیرگذار از پالرمو بود که به باند لوپو مستقر در هارلم شرقی پیوست. باند لوپو مانو نرا که در دهه ۱۹۰۰ تأسیس شد، یکی از اولین گروه‌های جنایتکار ایتالیایی در نیویورک بود. لوپو در بسیاری از ventures با مورلو شریک بود، که در اصل کاپو دی توتتی کاپی (رئیس روسا) بود، عنوانی که بعدها توسط داکویلا مورد طمع قرار گرفت. با تشکیل باندهای دیگر در نیویورک، آنها مورلو را به عنوان رئیس روسای خود به رسمیت شناختند. در سال ۱۹۰۶، نام داکویلا برای اولین بار در پرونده‌های پلیس به دلیل اجرای یک کلاهبرداری اعتماد ظاهر شد.
در سال ۱۹۱۰، جوزپه مورلو و ایگنازیو لوپو به ۳۰ سال زندان به دلیل جعل محکوم شدند. با تضعیف خانواده مورلو، داکویلا از این فرصت استفاده کرد تا برتری خانواده پالرمانی خود را در هارلم شرقی تثبیت کند. داکویلا به سرعت از ارتباطات خود با دیگر رهبران مافیا در ایالات متحده استفاده کرد تا شبکه‌ای از نفوذ و ارتباطات ایجاد کند و به زودی به نیرویی قدرتمند در نیویورک تبدیل شد.
باندهای نیویورک
تا سال ۱۹۱۰، باندهای ایتالیایی بیشتری در شهر نیویورک تشکیل شده بود. علاوه بر باند اصلی مورلو در هارلم شرقی و باند در حال رشد داکویلا، همچنین در هارلم شرقی (اما به سمت لیتل ایتالی در Lower East Side منهتن گسترش یافته بود)، سازمان‌های دیگری در حال شکل‌گیری بودند. در بروکلین، نیکولو "کولا" شیرو یک باند دوم از مافیوزهای سیسیلی از کاستلاماره دل گولفو، غرب پالرمو، در سیسیل تأسیس کرد. یک باند سوم سیسیلی توسط آلفرد مینه‌او در بروکلین تشکیل شد. یک کاپیتان دیگر مورلو، گائتانو رینا، نیز در برانکس جدا شده بود و آن منطقه را با مصونیت حکومت می‌کرد. در جنوب بروکلین، ابتدا جانی توریو، سپس فرانکی ییل یک سازمان جدید و در حال رشد را رهبری می‌کردند. در نهایت، دو باند کامورای ناپولی متحد، یکی در کانی آیلند و دیگری در خیابان نیروی دریایی در بروکلین وجود داشت که به ترتیب توسط پلگرینو مورانو و الساندرو ولرو اداره می‌شد.
در سال ۱۹۱۶ کامورا نیکولاس مورلو، رئیس باند مورلو را ترور کرد. در پاسخ، داکویلا با مورلوها متحد شد تا با کامورا بجنگد. در سال ۱۹۱۷، هر دو مورانو و ولرو به جرم قتل محکوم و به حبس ابد محکوم شدند. با از بین رفتن رهبری آنها، دو باند کامورا ناپدید شدند و داکویلا و خانواده شیرو در بروکلین بسیاری از اخاذی آنها را در بروکلین به دست گرفتند. اندکی پس از آن، داکویلا باند مینه‌او را جذب کرد و مینه‌او را به عنوان اولین ستوان خود قرار داد. داکویلا اکنون بزرگترین و تأثیرگذارترین باند ایتالیایی در شهر نیویورک را کنترل می‌کرد. حدود این زمان بود که جو ماسریا، یکی دیگر از کاپیتان‌های سابق مورلو، شروع به اعمال نفوذ خود بر لیتل ایتالی در Lower East Side کرد و با نزدیک شدن به ممنوعیت، با عملیات داکویلا در آنجا وارد تعارض شد.
ممنوعیت
در سال ۱۹۲۰، ایالات متحده تولید و فروش مشروبات الکلی (ممنوعیت) را ممنوع کرد و این فرصت را برای یک اخاذی غیرقانونی بسیار سودآور برای باندهای نیویورک ایجاد کرد.
تا سال ۱۹۲۰، تنها رقیب مهم داکویلا جوزپه "جو د باس" ماسریا بود. ماسریا منافع خانواده مورلو را به دست گرفته بود و تا اواسط دهه ۱۹۲۰، شروع به جمع‌آوری قدرت و نفوذی کرده بود که با داکویلا رقابت می‌کرد. تا اواخر دهه ۱۹۲۰، داکویلا و ماسریا به سمت یک رویارویی می‌رفتند.
در ۱۰ اکتبر ۱۹۲۸، تیراندازان ماسریا سالواتوره داکویلا را خارج از خانه‌اش ترور کردند. معاون داکویلا، آلفرد مینه‌او، و دست راست او، استیو فریگنو، اکنون بزرگترین و تأثیرگذارترین باند سیسیلی در شهر نیویورک را فرماندهی می‌کردند.
جنگ کاستلاماریزه
در سال ۱۹۳۰، جنگ کاستلاماریزه بین ماسریا و سالواتوره مارانزانو، رهبر جدید باند کاستلاماریزه کولا شیرو، برای کنترل جنایت سازمان‌یافته ایتالیایی-آمریکایی در نیویورک آغاز شد. مینه‌او یک تلفات بود؛ او و فریگنو در جریان یک سوءقصد به ماسریا در ۵ نوامبر ۱۹۳۰ کشته شدند. در آوریل ۱۹۳۱، ماسریا در یک رستوران توسط چندین عضو باند خود که به مارانزانو پیوسته بودند به قتل رسید. مارانزانو خود را رئیس تمام روسا اعلام کرد و تمام باندهای نیویورک را به پنج خانواده جنایی سازماندهی کرد. مارانزانو فرانک اسکالیس را به عنوان رئیس باند قدیمی داکویلا/مینه‌او منصوب کرد، که اکنون به عنوان یکی از پنج خانواده جدید نیویورک تعیین شده بود.
در سپتامبر ۱۹۳۱، مارانزانو خود در دفترش توسط یک گروه از قاتلان قراردادی ترور شد. ذینفع اصلی (و سازماندهنده هر دو ترور) چارلی "لاکی" لوچیانو بود. لوچیانو پنج خانواده مارانزانو را حفظ کرد و یک کمیسیون برای میانجیگری اختلافات و جلوگیری از جنگ‌های بیشتر بین باندها اضافه کرد.
همچنین در سال ۱۹۳۱، لوچیانو اسکالیس را با وینسنت منگانو به عنوان رئیس باند داکویلا/مینه‌او، که اکنون خانواده جنایی منگانو بود، جایگزین کرد. منگانو همچنین یک کرسی در کمیسیون جدید دریافت کرد. دوران مدرن کوزا نوسترا آغاز شده بود.
دوران منگانو
وینسنت منگانو اکنون کنترل خانواده را به دست گرفت، با جوزف بیوندو به عنوان مشاور و آلبرت آناستازیا به عنوان معاون. وینسنت منگانو هنوز به سنت‌های قدیمی مافیا در مورد "افتخار"، "سنت"، "احترام" و "منزلت" اعتقاد داشت. با این حال، او تا حدی آینده‌نگرتر از ماسریا یا مارانزانو بود. برای جبران از دست دادن درآمدهای کلان با پایان ممنوعیت در سال ۱۹۳۳، وینسنت منگانو خانواده خود را به سمت اخاذی اتحادیه‌ها و عملیات قمار غیرقانونی از جمله شرط‌بندی اسب‌ها، اجرای اعداد و قرعه‌کشی‌ها سوق داد.
وینسنت منگانو همچنین باشگاه دموکراتیک شهر را تأسیس کرد، ظاهراً برای ترویج ارزش‌های آمریکایی. در واقع، این باشگاه پوششی برای شرکت قتل بود، گروه بدنام قاتلان عمدتاً یهودی که قتل‌های قراردادی را برای کوزا نوسترا در سراسر کشور انجام می‌دادند. آناستازیا رئیس عملیاتی شرکت قتل بود؛ او به طور عمومی به عنوان "جلاد عالی" شناخته می‌شد.
وینسنت منگانو همچنین ارتباطات نزدیکی با امیل کاماردا، معاون رئیس انجمن بین‌المللی کارگران بارانداز (ILA) داشت. از طریق ILA، منگانو و خانواده به طور کامل کنترل بنادر منهتن و بروکلین را در دست داشتند. از سال ۱۹۳۲ به بعد، رئیس ILA Local 1814 آنتونی "تاف تونی" آناستازیو، برادر کوچکتر آلبرت آناستازیا بود (آنتونی املای اصلی نام خانوادگی آنها را حفظ کرده بود). آناستازیو یکی از بزرگترین درآمدزایان خانواده بود که میلیون‌ها دلار رشوه و پرداخت را به خزانه خانواده هدایت می‌کرد. آناستازیو هیچ رازی از ارتباطات خود با مافیا نمی‌کرد؛ او فقط باید می‌گفت "برادر من آلبرت" تا منظور خود را برساند. با حمایت خانواده، بندرگاه بروکلین به مدت ۳۰ سال حوزه اختیارات آناستازیو بود.
حدود این زمان، کارلو گامبینو در خانواده منگانو ترفیع یافت، همراه با یک رئیس آینده دیگر، پسر عموی گامبینو پل کاستلانو.
آناستازیا و منگانو معمولاً در تعارض بودند، حتی اگر به مدت ۲۰ سال با هم کار می‌کردند. در موارد متعدد، آناستازیا و وینسنت منگانو به درگیری فیزیکی نزدیک شدند. وینسنت منگانو از ارتباطات نزدیک آناستازیا با لاکی لوچیانو، فرانک کوستلو، جوزف بونانو و دیگر مافیوزهای برتر خارج از خانواده خود احساس ناراحتی می‌کرد. منگانو همچنین به دلیل پایگاه قدرت قوی آناستازیا در شرکت قتل و اتحادیه‌های بندرگاه حسادت می‌کرد.
در آوریل ۱۹۵۱، وینسنت منگانو بدون هیچ ردپایی ناپدید شد، در حالی که برادرش فیلیپ مرده یافت شد. هیچ‌کس هرگز به جرم مرگ برادران منگانو متهم نشد و جسد وینسنت هرگز پیدا نشد. با این حال، به طور کلی اعتقاد بر این است که آناستازیا هر دوی آنها را به قتل رساند.
رژیم آناستازیا
برای مواجهه با کمیسیون فراخوانده شد، آناستازیا از پذیرش جرم قتل‌های منگانو خودداری کرد. با این حال، آناستازیا ادعا کرد که وینسنت منگانو قصد کشتن او را داشته است. آناستازیا در حال حاضر خانواده را در "غیاب" وینسنت منگانو اداره می‌کرد و اعضای کمیسیون از آناستازیا می‌ترسیدند. با حمایت فرانک کوستلو، رئیس خانواده جنایی لوچیانو، کمیسیون صعود آناستازیا به عنوان رئیس خانواده جنایی آناستازیا را تأیید کرد. کارلو گامبینو، یک شخصیت حیله‌گر با طرح‌هایی برای رهبری خود، خود را در موقعیت مشاور قرار داد.
رئیس سابق شرکت قتل، آناستازیا یک قاتل بی‌رحم بود که ترس را در تمام خانواده‌های نیویورک القا می‌کرد. با کوستلو به عنوان متحد، آناستازیا کنترل کمیسیون را به دست آورد. رقیب تلخ کوستلو ویتو جنوویزه، معاون سابق لاکی لوچیانو بود. از سال ۱۹۴۶، جنوویزه در حال طرح‌ریزی برای حذف کوستلو از قدرت بود اما به اندازه کافی قدرتمند نبود که با آناستازیا روبرو شود.
توطئه علیه آناستازیا
اقتدارگرایی آناستازیا به زودی فضای مناسبی در نیویورک برای حذف او ایجاد کرد. در سال ۱۹۵۲، آناستازیا دستور قتل یک مرد بروکلینی، آرنولد شوستر، را صادر کرد که در دستگیری سارق بانک ویلی ساتن کمک کرده بود. آناستازیا این واقعیت را که شوستر به پلیس کمک کرده بود دوست نداشت. خانواده‌های نیویورک از این قتل بی‌دلیل که مقدار زیادی خشم عمومی را برانگیخت، خشمگین شدند. آناستازیا همچنین یکی از همکاران قدرتمند لوچیانو، مایر لانسکی، را با افتتاح کازینو در کوبا برای رقابت با لانسکی، بیگانه کرد. جنوویزه و لانسکی به زودی کارلو گامبینو را به توطئه جذب کردند و به او فرصت جایگزینی آناستازیا و تبدیل شدن به رئیس خانواده را ارائه دادند.
در مه ۱۹۵۷، فرانک کوستلو از یک سوءقصد سازمان‌یافته توسط جنوویزه با یک آسیب جزئی فرار کرد و تصمیم به استعفا از مقام ریاست گرفت. با این حال، جنوویزه و گامبینو به زودی فهمیدند که کوستلو با آناستازیا برای بازپس‌گیری قدرت توطئه می‌کند. آنها تصمیم گرفتند آناستازیا را بکشند.
در ۲۵ اکتبر ۱۹۵۷، چندین مرد مسلح نقاب‌دار آناستازیا را در آرایشگاه هتل پارک شرایتون در منهتن به قتل رساندند. هنگامی که آناستازیا روی صندلی آرایشگر نشسته بود، سه مهاجم به داخل هجوم آوردند، آرایشگر را کنار زدند و شروع به تیراندازی کردند. گفته می‌شود آناستازیا زخمی به سمت قاتلان خود پرتاب شده است، اما فقط انعکاس آنها را در آینه دیوار زده است. آناستازیا در محل حادثه جان باخت. بسیاری از مورخان معتقدند که گامبینو به کاپورژیم جوزف بیوندو دستور کشتن آناستازیا را داد و بیوندو قرارداد را به یک گروه از قاچاقچیان مواد مخدر گامبینو به رهبری استفان آرمون و استفان گرامائوتا داد.
دوران گامبینو
با مرگ آناستازیا، کارلو گامبینو رئیس خانواده جنایی گامبینو شد. جوزف بیوندو به عنوان معاون منصوب شد؛ او تا سال ۱۹۶۵ با آنیلو دلاروچه جایگزین شد.
گفته می‌شود که گامبینو و لوچیانو بخشی از ۱۰۰.۰۰۰ دلاری را که به یک قاچاقچی مواد مخدر پورتوریکویی پرداخت شد تا جنوویزه را در یک معامله مواد مخدر به درستی متهم کند، تأمین کردند. در آوریل ۱۹۵۹، جنوویزه به ۱۵ سال زندان فدرال محکوم شد، جایی که در سال ۱۹۶۹ درگذشت.
گامبینو به سرعت خانواده را به قدرتمندترین خانواده جنایی در ایالات متحده تبدیل کرد. او توسط خانه‌های بازی لانسکی در کوبا و باهاما، یک تجارت سودآور برای کوزا نوسترا، کمک شد.
کنترل خانواده‌های جنایی دیگر
در سال ۱۹۶۴، جوزف "جو بنانا" بونانو، رئیس خانواده جنایی بونانو، و جوزف مایلیوکو، رئیس جدید خانواده جنایی پروفاچی، برای کشتن گامبینو و متحدانش در کمیسیون توطئه کردند. با این حال، مردی که برای این کار مورد اعتماد بود، جوزف کلمبو، در عوض این طرح را به گامبینو فاش کرد. کمیسیون، تحت رهبری گامبینو، مایلیوکو را مجبور به استعفا و تحویل خانواده خود به کلمبو کرد، در حالی که بونانو از نیویورک فرار کرد. گامبینو سپس به قدرتمندترین رهبر "پنج خانواده" تبدیل شد.
در سال ۱۹۷۱، گامبینو به طور ادعایی از قدرت خود برای سازماندهی تیراندازی به کلمبو استفاده کرد. گامبینو و متحدانش از نمایه عمومی بالای کلمبو ناراضی بودند. جروم جانسون در ۲۸ ژوئن ۱۹۷۱ در دومین گردهمایی "روز وحدت ایتالیایی-آمریکایی" به کلمبو شلیک کرد؛ جانسون سپس در محل توسط محافظان کلمبو کشته شد. جانسون به طور موقت به خانواده گامبینو مرتبط شد، اما هیچ‌کس دیگر در تیراندازی متهم نشد. کلمبو از تیراندازی جان سالم به در برد، اما تا زمان مرگش در سال ۱۹۷۸ فلج باقی ماند.
نفوذ گامبینو همچنین به کنترل پشت صحنه خانواده جنایی لوچزه، تحت رهبری کارمین "آقای گریبس" ترامونتی، کشیده شد.
در سال ۱۹۷۲، گامبینو به طور ادعایی فرانک "فونزی" تیری را به عنوان رئیس نماینده خانواده جنایی جنوویزه انتخاب کرد. گامبینو به طور ادعایی دستور قتل پیشینی تیری، توماس ابولی، را پس از عدم بازپرداخت وام ۳ میلیون دلاری به گامبینو صادر کرده بود. دیگران معتقدند که ابولی توسط خانواده جنایی خود به دلیل روش‌های نامنظم کشته شد.
تحت گامبینو، خانواده به ویژه نفوذ قوی در صنعت ساخت‌وساز به دست آورد. این خانواده کنترل پشت صحنه Teamsters Local 282 را به دست آورد، که دسترسی به اکثر مواد ساختمانی در منطقه شهر نیویورک را کنترل می‌کرد و به معنای واقعی کلمه می‌توانست اکثر مشاغل ساخت‌وساز در شهر نیویورک را متوقف کند.
در ۱۵ اکتبر ۱۹۷۶، کارلو گامبینو در خانه به دلایل طبیعی درگذشت. برخلاف انتظارات، او کاستلانو را به جای معاون خود دلاروچه به عنوان جانشین خود منصوب کرده بود. گامبینو ظاهراً اعتقاد داشت که خانواده جنایی او از تمرکز کاستلانو بر کسب‌وکارهای یقه سفید سود خواهد برد. دلاروچه در آن زمان به دلیل فرار از مالیات در زندان بود و نمی‌توانست جانشینی کاستلانو را به چالش بکشد.
جانشینی کاستلانو در جلسه‌ای در ۲۴ نوامبر، با حضور دلاروچه تأیید شد. کاستلانو ترتیب داد که دلاروچه به عنوان معاون باقی بماند در حالی که مستقیماً فعالیت‌های سنتی کوزا نوسترا مانند اخاذی، سرقت و وام‌دهی با بهره‌های سنگین را اداره می‌کند. در حالی که دلاروچه جانشینی کاستلانو را پذیرفت، این معامله عملاً خانواده گامبینو را به دو جناح رقیب تقسیم کرد.
رژیم کاستلانو
پل کاستلانو
هنگامی که کاستلانو رئیس شد، تقسیم مسئولیت‌ها بین خود و دلاروچه را مذاکره کرد. کاستلانو کنترل به اصطلاح "جرایم یقه سفید" را که شامل اختلاس سهام و سایر racket‌های بزرگ پولی بود، به دست گرفت. دلاروچه کنترل فعالیت‌های سنتی کوزا نوسترا را حفظ کرد. برای حفظ کنترل بر جناح دلاروچه، کاستلانو به خدمه تحت رهبری آنتونی "نینو" گاگی و روی دمیو متکی بود. گفته می‌شود که خدمه دمیو بین ۷۴ تا ۲۰۰ قتل را در اواخر دهه ۱۹۷۰ و اوایل دهه ۱۹۸۰ مرتکب شده‌اند.
همانطور که کاستلانو در خانواده گامبینو قدرتمندتر شد، شروع به کسب درآمدهای کلان از بتن ساخت‌وساز کرد. پسر کاستلانو فیلیپ رئیس شرکت Scara-Mix Concrete Corporation بود، که تقریباً انحصاری در بتن ساخت‌وساز در استاتن آیلند داشت. کاستلانو همچنین منافع گامبینو را در "کلوب بتن"، یک باشگاه از پیمانکاران انتخاب شده توسط کمیسیون برای مدیریت قراردادهای بین ۲ میلیون تا ۱۵ میلیون دلاری، مدیریت می‌کرد. در عوض، پیمانکاران دو درصد از ارزش قرارداد را به کمیسیون بازپرداخت می‌کردند. کاستلانو همچنین نظارت بر کنترل گامبینو بر Teamsters Union Local Chapter 282 را بر عهده داشت، که کارگران را برای ریختن بتن در تمام پروژه‌های ساختمانی بزرگ در نیویورک و لانگ آیلند تأمین می‌کرد.
در پاسخ به رشد خانواده گامبینو، دادستان‌های فدرال رهبری خانواده را هدف قرار دادند. در ۳۱ مارس ۱۹۸۴ یک هیئت منصفه فدرال کاستلانو و ۲۰ عضو و همدست دیگر گامبینو را به اتهام قاچاق مواد مخدر، قتل، سرقت و فحشا متهم کرد. سال بعد، او به دلیل نقش خود در کمیسیون مافیا متهم شد. با مواجهه با حبس ابد برای هر یک از پرونده‌ها، کاستلانو ترتیب داد که گوتی به عنوان رئیس موقت همراه با توماس بیلوتی، کاپوی مورد علاقه کاستلانو، و توماس گامبینو در غیاب او خدمت کند.
منتقد پرحرف کاستلانو جان گوتی، یک کاپوی مستقر در کویینز و شاگرد دلاروچه بود. گوتی جاه‌طلب بود و می‌خواست خودش رئیس شود. گوتی به سرعت از رهبری کاستلانو ناراضی شد، و رئیس جدید را بیش از حد منزوی و حریص می‌دانست. مانند سایر اعضای خانواده، گوتی نیز شخصاً از کاستلانو خوشش نمی‌آمد. رئیس فاقد اعتبار خیابانی بود، و کسانی که دوران خود را با انجام کارهای سطح خیابان گذرانده بودند به او احترام نمی‌گذاشتند. گوتی همچنین یک منافع اقتصادی داشت: او با کاستلانو بر سر تقسیم گوتی از سرقت‌های فرودگاه کندی اختلاف داشت. همچنین شایعه شده بود که گوتی در حال گسترش به تجارت مواد مخدر است، تجارتی سودآور که کاستلانو آن را تحت تهدید مرگ ممنوع کرده بود.
در اوت ۱۹۸۳، روگییرو و جین گوتی به دلیل فروش هروئین دستگیر شدند، عمدتاً بر اساس ضبط‌های از یک دستگاه شنود در خانه روگییرو. کاستلانو، که مردان ساخته شده از خانواده خود را از فروش مواد مخدر تحت تهدید مرگ منع کرده بود، خواستار رونوشت‌های نوارها شد، و هنگامی که روگییرو امتناع کرد، تهدید به عزل گوتی کرد.
گوتی شروع به توطئه با کاپوهای ناراضی دیگر فرانک دسیکو و جوزف "جو پاینی" آرمون و سربازان سمی گراوانو و رابرت "دیب" دیبرناردو (که به طور جمعی توسط خودشان "مشت" نامیده می‌شدند) برای سرنگونی کاستلانو کرد، اصرار داشت که کاستلانو، علیرغم عدم اقدام رئیس، در نهایت سعی خواهد کرد او را بکشد. حمایت آرمون حیاتی بود؛ به عنوان یک قدیمی مورد احترام که به بنیانگذار خانواده، وینسنت منگانو، بازمی‌گشت، او اعتبار لازم را به علت توطئه‌گران می‌داد.
مدت‌ها است که در مافیا این قانون وجود دارد که کشتن یک رئیس بدون حمایت اکثریت کمیسیون ممنوع است. در واقع، ترور برنامه‌ریزی شده گوتی اولین حمله به یک رئیس از زمان کشته شدن آلبرت آناستازیا در سال ۱۹۵۷ بود. گوتی می‌دانست که درخواست حمایت از چهار رئیس دیگر بسیار خطرناک است، زیرا آنها روابط طولانی‌مدتی با کاستلانو داشتند. برای دور زدن این موضوع، او حمایت چندین چهره مهم از نسل خود در خانواده‌های لوچزه، کلمبو و بونانو را به دست آورد. او در نظر نگرفت که به خانواده جنوویزه نزدیک شود، زیرا کاستلانو روابط نزدیکی با رئیس جنوویزه وینسنت "چین" جیگانته داشت. با این حال، گوتی همچنین می‌توانست بر همدستی جوزف ان. گالو، مشاور گامبینو، حساب کند.
پس از مرگ دلاروچه بر اثر سرطان در ۲ دسامبر ۱۹۸۵، کاستلانو برنامه جانشینی خود را بازنگری کرد: انتصاب بیلوتی به عنوان معاون به توماس گامبینو به عنوان رئیس موقت، در حالی که برنامه‌هایی برای تجزیه خدمه گوتی داشت. خشمگین از این موضوع، و امتناع کاستلانو از حضور در مراسم تشییع جنازه دلاروچه، گوتی تصمیم گرفت رئیس خود را بکشد.
در ۱۶ دسامبر ۱۹۸۵، بیلوتی و کاستلانو برای یک جلسه شام با کاپو فرانک دسیکو در استیک هاوس اسپارکس در منهتن وارد شدند. دسیکو به گوتی اطلاع داده بود که او با کاستلانو و چندین مافیوز دیگر گامبینو آن شب در اسپارکس ملاقات خواهد کرد. هنگامی که بیلوتی و کاستلانو از ماشین خود خارج می‌شدند، چهار مرد ناشناس تحت فرمان گوتی آنها را به ضرب گلوله کشتند. گوتی قتل را از ماشین خود با گراوانو تماشا کرد.
جان گوتی
چند روز پس از قتل کاستلانو، گوتی به یک کمیته سه‌نفره، همراه با گالو و دسیکو، برای اداره موقت خانواده تا انتخاب رئیس جدید نامیده شد. همچنین اعلام شد که یک تحقیق داخلی در مورد قتل کاستلانو در حال انجام است. با این حال، این یک راز آشکار بود که گوتی در عمل رئیس خانواده است، و تقریباً تمام کاپوهای خانواده می‌دانستند که او پشت این قتل بوده است. او به طور رسمی در جلسه‌ای از ۲۰ کاپو در ۱۵ ژانویه ۱۹۸۶ به عنوان رئیس جدید خانواده گامبینو تأیید شد.
گوتی فرانک دسیکو را به عنوان معاون منصوب کرد و آنجلو روگییرو و سمی گراوانو را به کاپو ارتقا داد. در زمان تصاحب او، خانواده گامبینو به عنوان قدرتمندترین خانواده مافیای آمریکا شناخته می‌شد، با درآمد سالانه ۵۰۰ میلیون دلار.
گوتی به عنوان "دون خوش‌پوش" شناخته می‌شد، مشهور به کت‌وشلوارهای دوخت‌دار و کراوات‌های ابریشمی. برخلاف همکارانش، گوتی تلاش کمی برای پنهان کردن ارتباطات مافیایی خود کرد و بسیار مایل به ارائه نقل‌قول‌های جالب به رسانه‌ها بود. خانه او در هاوارد بیچ، کویینز، اغلب در تلویزیون دیده می‌شد. او دوست داشت جلسات با اعضای خانواده را در مکان‌های عمومی برگزار کند تا مأموران اجرای قانون نتوانند مکالمات را ضبط کنند. یکی از همسایه‌های گوتی در هاوارد بیچ جوزف ماسینو، معاون خانواده جنایی بونانو بود. گوتی و ماسینو دوستی طولانی‌مدتی داشتند که به دهه ۱۹۷۰ بازمی‌گشت، زمانی که آنها به عنوان دو تا از ماهرترین دزدان کامیون در نیویورک شناخته می‌شدند.
رهبران مافیا از خانواده‌های دیگر از قتل کاستلانو خشمگین بودند و از سبک پرنمایه گوتی انتقاد می‌کردند. قوی‌ترین دشمن گوتی وینسنت "چین" جیگانته، رئیس خانواده جنایی جنوویزه، یک متحد سابق کاستلانو بود. جیگانته با رئیس لوچزه آنتونی "تونی داکس" کورالو توطئه کرد تا گوتی را بکشد. کورالو قرارداد را به دو عضو ارشد خانواده خود، ویتوریو "ویک" آموسو و آنتونی "گاس پایپ" کاسو داد.
شهرت جدید گوتی حداقل یک تأثیر مثبت برای گوتی داشت؛ با افشای شغل مهاجم او، و در میان گزارش‌هایی از ارعاب توسط گامبینوها، روموالد پیسیک تصمیم گرفت علیه گوتی شهادت ندهد، به لطف بوشکو "یوگو" رادونجیچ، رئیس وستیز در هلس کیچن، منهتن. هنگامی که محاکمه در مارس ۱۹۸۶ آغاز شد، پیسیک شهادت داد که قادر به یادآوری کسی که به او حمله کرده است نیست. پرونده فوراً رد شد، با نیویورک پست که روند را با عنوان "I Forgotti!" خلاصه کرد. بعدها فاش شد که گانگسترهای گامبینو خطوط ترمز پیسیک را قطع کرده‌اند، تماس‌های تهدیدآمیز گرفته‌اند و قبل از محاکمه او را تعقیب کرده‌اند.
در ۱۳ آوریل ۱۹۸۶، دسیکو هنگامی که ماشین او پس از بازدید از هوادار وفادار کاستلانو جیمز فایلا منفجر شد، کشته شد. بمب‌گذاری توسط ویکتور آموسو و آنتونی کاسو از خانواده لوچزه، تحت دستور جیگانته و رئیس لوچزه آنتونی کورالو، برای انتقام از کاستلانو و بیلوتی با کشتن جانشینان آنها انجام شد؛ گوتی نیز برنامه‌ریزی کرده بود که آن روز از فایلا بازدید کند، اما لغو کرد، و بمب پس از اینکه یک سرباز که با دسیکو سوار شده بود به اشتباه به عنوان رئیس شناخته شد، منفجر شد. بمب‌ها مدت‌ها توسط مافیا به دلیل نگرانی از به خطر افتادن افراد بی‌گناه ممنوع شده بودند، که باعث شد گامبینوها در ابتدا مشکوک شوند که "زیپس" - مافیوزهای سیسیلی که در ایالات متحده کار می‌کردند - پشت آن هستند؛ زیپس به خاطر استفاده از بمب مشهور بودند.
پس از بمب‌گذاری، قاضی یوجین نیکرسون، رئیس محاکمه گوتی به اتهام اخاذی، محاکمه را برای جلوگیری از یک هیئت منصفه آلوده به تبلیغات حاصل، مجدداً برنامه‌ریزی کرد، در حالی که دادستان دیان جیاکالون با لغو وثیقه گوتی به دلیل شواهد ارعاب شاهدان در پرونده پیسیک موافقت کرد. از زندان، گوتی دستور قتل رابرت دیبرناردو را توسط گراوانو صادر کرد؛ هر دو دیبرناردو و روگییرو برای جانشینی دسیکو رقابت می‌کردند تا زمانی که روگییرو دیبرناردو را به چالش کشیدن رهبری گوتی متهم کرد. هنگامی که روگییرو، که او نیز تحت اتهام بود، وثیقه او به دلیل رفتار توهین‌آمیز در جلسات مقدماتی لغو شد، گوتی ناامید در عوض آرمون را به معاون ارتقا داد.